# Argiope aurantia
Argiope aurantia — вид павуків-колопрядів зі всесвітньо поширеного роду Argiope. Великі, яскраво забарвлені самиці більші в декілька разів за дрібних самців. Отрута слабка, для людини безпечні. Поширені в ПІвнічній Америці.

## Опис
Довжина тіла дорослої самиці досягає від 1,5 до 3,2 см, тоді як самець дрібний - 5,5-9,9 мм. Найбільші самиці мешкають у південних штатах США та в Мексиці.
Черевце самиці овальне, має характерний малюнок, що відрізняє цей вид від інших представників роду. Посередині його спинної поверхні йде широка поздовжня чорна смуга, на якій розташовані 2 або три пари жовтих плям. У самиць, що мешкають на півдні Мексики, темна поздовжня смуга переривається поперечним жовто-чорним малюнком. По боках від смуги лежать поперечні чорні перепаски на жовто-білуватому тлі. Черевце самця також забарвлено в чорні й жовті кольори.

## Спосіб життя

### Павутина

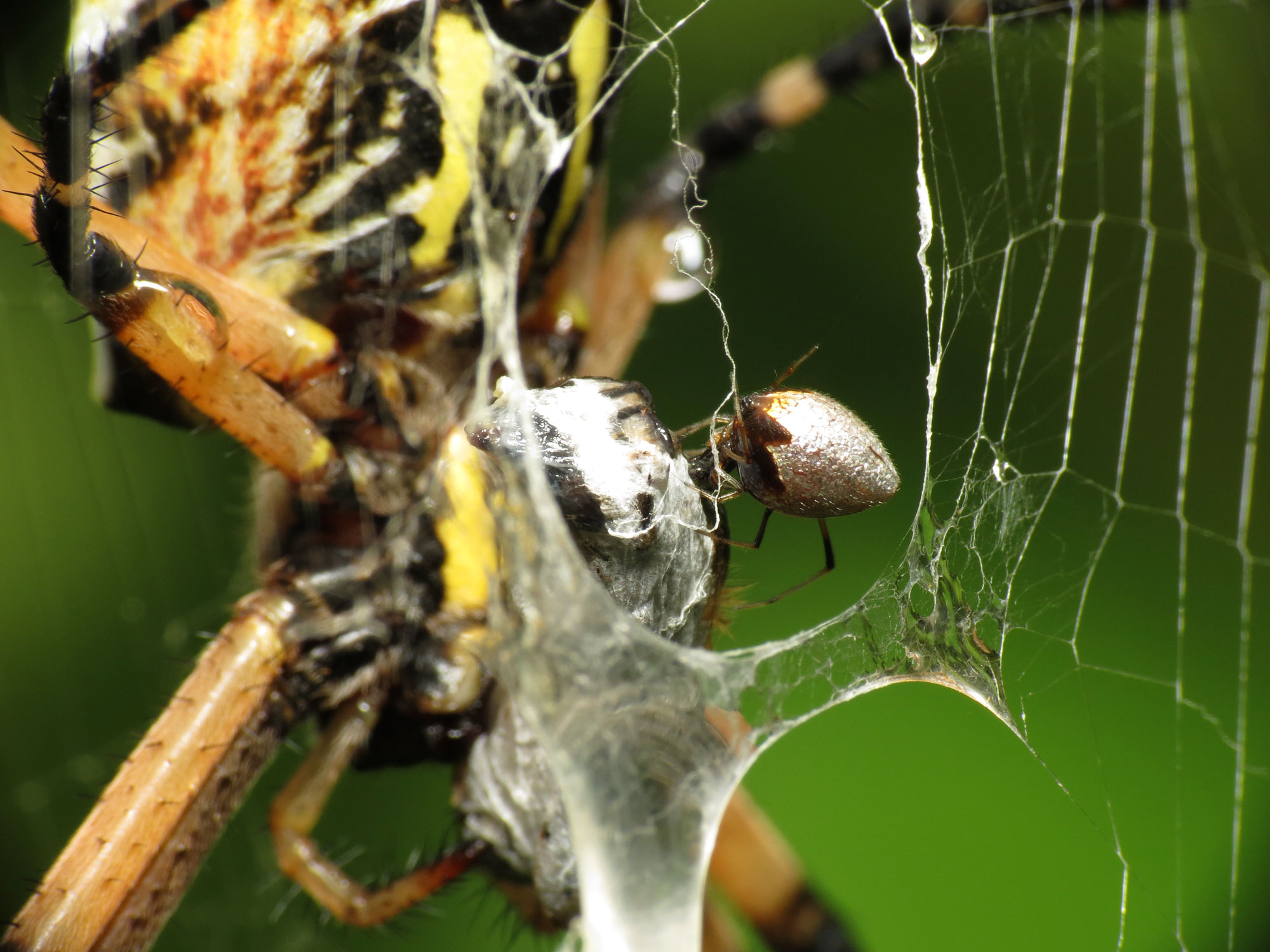
Клептопаразитичний павук Argyrodes elevatus живиться жертвою, спійманою самицею Argiope aurantia (на задньому плані)

Павутина з хрестоподібним стабіліментом.
На павутинні Argiope aurantia часто паразитує павук Argyrodes elevatus, облігатний клептопаразит .

## Розповсюдження
Північноамериканський вид. Поширені у Канаді, США, Мексиці, на Багамських островах.